# 渡邊芳則
渡邊芳則（日语：／ Watanabe Yoshinori，1941年1月8日—2012年12月1日），生於日本櫪木縣，指定暴力團五代目山口組組長、第二代山健組組長、健龍會初代會長。

## 生平
渡邊芳則為櫪木縣下都賀郡壬生町的富裕農家家世背景。1956年中學學校畢業後，就進入社會。
17歲時，為地方角頭飯島連合的組員，在淺草一帶活動。不久，便移往神戶地區發展，在1961年，被山健組組長山本健一吸收，加入山健組（年20歲）。在歷經多次的抗爭事件、逮捕服役後的1969年，被升格就任山健組若頭（年28歲）。1976年10月、因積極參與對抗第二代松田組的知名戰役「大阪戰爭」，被依違反槍炮刀械法，遭到逮捕判刑2年4個月，在1979年2月入獄服刑。
1981年6月、渡邊芳則出獄不久的翠7月，山口組第三代組長・田岡一雄病逝，由山健組組長・山本健一襲名第四代組長，但山本健一在繼承前的1982年2月4日便因重病去世。渡邊芳則則繼承山健組的第二代組長（年41歲），同年6月，升格為第三代山口組直參。
1984年六月、竹中正久成為山口組的第四代組長；同時，渡邊芳則被提拔為山口組的若頭補佐。1985年1月，竹中組長與若頭・中山勝正等3人遭一和會成員暗殺身亡，山口組與一和會爆發「山一抗爭」。翌2月、山口組高層暫定執行部體制，渡邊芳則暫定執行部體制若頭就任（年44歲）。1989年，「山一抗爭」終結；同年4月27日，就任第五代山口組組長（48歲）。
1990年、山口組總本家首度執行ブロック長制（區域責任長制）的集體領導制度，一改過去集權領導的傳統，以分散風險。
1995年阪神大地震，山口組動員參與救災援助行動。
2004年秋，在京都府敵對團體山浩組前警戒監視的便服警察，遭旗下三次團體山下組誤認為山浩組成員被狙擊槍殺，在同年10月、2審、由大阪高等裁判所依「使用者責任」（連坐處分）的認定判決、判渡邊芳則損害賠償8000萬円（日幣）。11月、上訴由日本最高裁判所判決8年刑期、判決確定，渡邊芳則因此被迫宣告長期靜養、並委讓出組的權力運作核心、執行部。在2005年以身體不適為由正式退位。
2012年12月1日中午，於家中突然倒下，神戶市消防部門救護車抵達時已經過世。

## 資料來源
1. ↑  山口組　渡辺芳則五代目死去 週刊実話2012 NO.48 （页面存档备份，存于）